# Яворский, Иван Афанасьевич
Яворский Иван Афанасьевич (1912—1996) — советский и российский ученый-теплотехник, доктор технических наук, специалист в области теоретических основ топочных процессов.

## Биография
Родился в 1912 году.
В 1937 г. с отличием окончил Томский индустриальный институт и работал начальником котельного цеха Шахтинской
ГРЭС. В 1940 г. поступил в аспирантуру. 
Участвовал в Великой Отечественной войне и воевал с 1941-го по 1945-й год на Брянском и Степном фронтах. Служил в звании командира огневого взвода и командира батареи. Принимал участие в боях на Курской дуге, на Днепре, на Сталинградском плацдарме. Также освобождал Украину, Польшу. Был награждён орденом Красной Звезды.
После демобилизации работал главным энергетиком Томской энергосистемы и учился в заочной аспирантуре.
В 1949 г. после защиты кандидатской диссертации по приглашению академика А.А. Скочинского занял должность старшего научного
сотрудника Транспортно-энергетического института (ТЭИ) Западно-Сибирского филиала АН СССР (ЗСФАН).
С 1953 г. заведующий лабораторией теплотехники, которая позже была переименована в лабораторию топочных процессов и в 1962 г. вместе с лабораторией энерготехнологического использования топлива была переведена в Химико-металлургический институт ЗСФАН (Институт химии твердого тела и механохимии СО РАН).
17 октября 1961 года защитил докторскую диссертацию.

## Область научных интересов
Занимался вопросами влияния состава и свойств ископаемых углей на эффективность их использования в теплоэнергетике. Вместе с сотрудниками занимался исследованиями влияния петрографического состава углей на протекание топочного процесса, изменения пористой структуры угля при нагревании и горении, кинетики и механизма гетерогенных реакций твердого топлива, путей интенсификации сжигания твердого топлива в парогенераторах и способов улавливания вредных выбросов.

## Научные труды
- Яворский И. А. Вопросы теории горения ископаемых углей и интенсификация их воспламенения. — Новосибирск: Изд-во СО АН СССР, 1961. — 206 с.
- Влияние строения ископаемых углей на их горение / И. А. Яворский, Г. П. Алаев, М. С. Оренбах, В. И. Елчина. Под общ. ред. И. А. Яворского. — Новосибирск: Издательство Сибирского Отделения АН СССР, 1963. — 176 с.
- Кинетика горения ископаемых топлив / Сборник статей под ред. И. А. Яворского, М. С. Оренбаха. — Новосибирск: Издательство Сибирского Отделения АН СССР, 1963. — 160 с.
- Яворский И. А. Некоторые общие закономерности влияния строения твердых топлив на их горение // Горение твердого топлива. Труды II Всесоюзной конференции 19-23 ноября 1965 г. / Отв. ред. И. А. Яворский. — Новосибирск: Наука, Сибирское отделение, 1969. — С. 81-10
- Яворский И. А., Сергеева Е. Я. Изучение особенностей поведения летучих веществ при горении натурального топлива // Горение твердого топлива. Труды II Всесоюзной конференции 19-23 ноября 1965 г. / Отв. ред. И. А. Яворский. — Новосибирск: Наука, Сибирское отделение, 1969. — С. 226—233.
- Яворский И. А. Физико-химические основы горения твердых ископаемых топлив и графитов. — Новосибирск: Наука. Сиб. отд-ние, 1973. — 256 с.